# Bocca sofà di Gufram
Il sofà Bocca della ditta Gufram dei fratelli Gugliermetto (che deriva da Gugliermetto-fratelli-mobile) è una seduta realizzata dagli architetti dello Studio 65, nata per soddisfare la richiesta di una cliente privata. Da allora è stata pubblicata sulle copertine delle riviste di settore e non solo. Ispirandosi alla celebre installazione di Dalì degli anni trenta a mo' di ritratto dell'attrice hollywoodiana Mae West, gli architetti dello Studio65 realizzarono un’opera destinata a trasformarsi in un cult.

## Storia
Correva l'anno 1970 quando Franco Audrito (uno dei due fondatori dello Studio65) e Nanà vennero incaricati da Marilyn Garosci (proprietaria di una catena di centri benessere) nella realizzazione di un nuovo centro benessere, il Countourella. Al progetto si unirono anche Ferruccio Tartaglia e Adriano Garizio. I quattro giovani colleghi, disegnarono tutti gli ambienti, ma all'ingresso della hall mancava un oggetto che fosse simbolo e sintesi di tutto il gioco. L'ispirazione arrivò quando Franco si ricordò un quadro surrealista di Salvador Dalí, il ritratto di Mae West, dove la bocca dell'attrice era disegnata come un divanetto. Così, prendendo ispirazione dal quadro surrealista, disegnarono il divanetto di rosso come un oggetto pop, rappresentando la bocca di Marilyn Monroe, e lo chiamarono Marylin, anche in omaggio al nome della loro cliente (Marilyn Garosci), anch'essa bionda e con la bocca perennemente laccata di rosso. In seguito, la ditta Gufram quotò e realizzò il primo prototipo del divano. Mentre il divanetto era nella sede della Gufram (con la richiesta di aumentare le dimensioni del primo prototipo), fu notato da una redattrice della rivista "Casa Vouge", la quale lo fotografò e successivamente la pubblicò.

## Caratteristiche
- Seduta e schienale sono in poliuretano espanso schiumato a freddo a portanza differenziata.
- Il rivestimento è in soffice tessuto elasticizzato.
- Il colore rosso acceso, il soggetto fuoriscala, l’aspetto provocatoriamente sensuale richiamano i temi cari alla PopArt, di cui Bocca diviene oggetto simbolo.
- La forte componente scenografica e l’aspetto trasgressivo hanno reso Bocca un prodotto cult del design mondiale, presente in molti musei e ampiamente citato su riviste del settore e non.[5]

Dal 2008 Bocca viene declinata in due nuove versioni: Dark Lady (tessuto nero e piercing di metallo cromato) e Pink Lady (tessuto rosa).
Per celebrare i primi 50 anni di attività dell’azienda, nel 2016 Gufram presenta una speciale serie limitata, Boccadoro, di soli cinquanta esemplari.
La seduta "Bocca" come le altre sedute dei fratelli Gugliermetto, simboleggiano da un lato la cultura feticista che ci lega agli oggetti, mentre dall'altro la capacità di un artefatto di cristallizzare un rituale quotidiano, come l'atto di sedersi.

## Curiosità
La Bocca di Gufram è conosciuta anche per i seguenti motivi:
1. Negli Stati Uniti è conosciuto come Marylin sofa in omaggio alla mitica diva di Hollywood.
2. Il segreto della sua naturale bellezza sta nel fatto che i due angoli sono leggermente diversi, proprio come le labbra umane.
3. Il suo particolare colore rosso è un’esclusiva di Gufram.
4. Sharon Stone ha battuto all’asta una limited edition a favore dell’AmFar per 35000 €.
5. È stato protagonista delle scenografie dei tour mondiali di Beyoncé, Kylie Minogue e Katy Perry.
6. È stato ritratto con alcune delle icone di stile del XX secolo: Elsa Schiapparelli, Marisa Berenson, Lisa Fonssagrives, Claudia Cardinale, Heidi Klum, Alicia Silverstone, Anne Hathaway Carmen Electra...
7. Proprio come una modella è stato protagonista degli scatti di alcuni tra i più grandi fotografi: Richard Avedon, David Lachapelle, Rankin...
8. È stato pubblicato per la prima volta in assoluto sul prestigioso settimanale LIFE.
9. È stato protagonista di più di mille editoriali apparsi sulle principali testate di moda tra cui Vogue, Harper’s Baazar, Elle e Vanity Fair.
10.  È stato reinterpretato nel 2005 dall’artista Bertrand Lavier ed esposto al Louvre di Parigi.
11.  Un esemplare di divano Bocca dà il benvenuto agli ospiti del Sanderson Hotel di Londra disegnato da Philippe Stark.
12.  È stato protagonista di mostre in numerosi musei internazionali come il Museum of Applied Art and Science di Sydney, il Design Museum di Munich, il Musee des Art Decoratifs di Parigi, ed innumerevoli altre istituzioni culturali nei cinque continenti.

## Critica
(Gaetano Pesce)
(Lilli Hollein, Critico e direttore di Vienna, Design Week, AT)
(Aric Chen, Curatore Design e Architettura del Museo M+, Hong Kong, CN)